# Captain Tsubasa: Saikyo no teki! Holland Youth
Captain Tsubasa: Saikyo no teki! Holland Youth (キャプテン翼 最強の敵! オランダユース?, Kyaputen Tsubasa: Saikyō no teki! Oranda Yūsu, lett. "Captain Tsubasa: L'avversario più forte! La nazionale giovanile dell'Olanda") è il primo OAV della serie di Capitan Tsubasa (Holly e Benji), prodotto dallo studio di animazione J.C.Staff e uscito in Giappone nel dicembre 1995. 
È la versione animata dello speciale manga Capitan Tsubasa - World Youth Special (Captain Tsubasa Saikyo no teki Holland Youth). Non è mai arrivato in Italia.

## Trama
Questo OAV di Captain Tsubasa narra le serie di partite tra Giappone e Olanda. Dopo aver perso le prime due partite con punteggi umilianti (6-0 e 7-0) la nazionale nipponica è giù di morale anche perché Hyuga (Mark Lenders) si infortuna. Si cerca quindi, per cercare di vincere almeno la terza e ultima partita, di convincere Wakabayashi (Benjamin Price) (che vive in Germania) e Tsubasa (Oliver Hutton) (che vive in Brasile) a venire in Olanda e a unirsi a loro ma entrambi rifiutano. La nazionale nipponica deve quindi a fare a meno dei suoi due campioni.
Comunque a differenza delle altre partite nella terza partita il Giappone gioca meglio del solito e dopo pochi minuti passa inaspettatamente in vantaggio. L'Olanda, pur essendo in svantaggio, non attacca alla ricerca del pareggio ma fa addirittura melina. Al 45° però in contropiede segna il gol del pareggio. Nell'intervallo avviene un colpo di scena: appare infatti Tsubasa che entra in campo nella ripresa al posto di Takeshi Sawada (Danny Mellow) trascinando il Giappone a un'inaspettata vittoria per 11-1.
L'OAV termina con Tsubasa che, dopo aver rivisto dopo tanto tempo la fidanzata Sanae (Patty), torna in Brasile per affrontare il giorno dopo la nazionale brasiliana di Carlos Santana. Anche Wakabayashi (Benji), che aveva assistito alla partita dalla tribuna, torna in Germania.
| Amichevole | Giappone U-19 | 0 – 6                 | Olanda U-19 |  |
| Amichevole |               | Marcatori sconosciuti |             |  |

| Amichevole | Giappone U-19 | 0 – 7                 | Olanda U-19 |  |
| Amichevole |               | Marcatori sconosciuti |             |  |

| Amichevole | Giappone U-19              | 11 – 1 | Olanda U-19            |  |
| Amichevole | Hyuga(2) Misaki Tsubasa(7) |        | Gerd Kaiser(numero 10) |  |

## Doppiaggio
| Personaggio       | Doppiatore         |
| ----------------- | ------------------ |
| Tsubasa Ozora     | Yoko Ogai          |
| Genzo Wakabayashi | Shin'ichirō Miki   |
| Taro Misaki       | Yūko Kobayashi     |
| Kojiro Hyuga      | Nobuyuki Hiyama    |
| Ken Wakashimazu   | Daiki Nakamura     |
| Hikaru Matsuyama  | Mie Suzuki         |
| Jun Misugi        | Megumi Ogata       |
| Makoto Soda       | Kōsuke Okano       |
| Munemasa Katagiri | Kōji Tsujitani     |
| Brian Cruyfford   | Masami Kikuchi     |
| Geert Keizer      | Hiro Yūki          |
| Ruud Klismann     | Toshiyuki Morikawa |
| Johan Rensenbrink | Tetsuya Iwanaga    |
| Hans Dolman       | Katsuhisa Hōki     |
| Telecronista      | Shinya Otaki       |